# Anarnatula
Anarnatula is een geslacht van vlinders van de familie snuitmotten (Pyralidae), uit de onderfamilie Epipaschiinae.

## Soorten
- A. subflavida Dyar, 1914
- A. sylea Druce, 1899